# Bitka pri Custozzi (1848)
Bitka pri Custozzi je bila prva pomembnejša bitka prve italijanske vojne za neodvisnost, ki je potekala 24. julija in 25. julija 1848 med vojsko Avstrijskega cesarstva, ki jo je vodil Josef Radetzky in vojsko Kraljevine Sardinije, ki jo je vodil sardinski kralj Karel Albert. V bitki je grof Radetzky porazil sardinsko vojsko, ki je bila zaradi poraza prisiljena skleniti premirje.

## Ozadje
Marca 1848 so se meščani Milana uprli avstrijskim oblastem in začeli vsesplošno vstajo, ki se je kmalu razširila po vsej Lombardiji.  Sardinski kralj Karel Albert je kmalu podprl upornike in Avstrijskemu cesarstvu 23. marca 1848 napovedal vojno. Kmalu je tudi v Benetkah izbruhnil upor, v katerem so meščani prevzeli oblast nad mestom in izgnali avstrijsko oblast. Avstrijski feldmaršal Radetzky je umaknil svoje sile iz Milana na obrambne položaje, ki so temeljili na štirih trdnjavah znanih kot Quadrilateral: Verona, Mantova, Peschiera in Legnago. Peschiero so sardinske čete po krajšem obleganju zavzele, vendar pa je Radetzky dobil težko pričakovane okrepitve in se pripravljal na protinapad.

## Bitka
V juliju, je Karel Albert vodil svojo vojsko čez reko Mincio, da bi zasedel strateško pomembno mesto Custoza. Radetzky je zato ukazal odločilen protinapad. V dvodnevni bitki, so sardinske čete utrpele hud poraz. Obe strani sta utrpele hude izgube, saj je vsaka vojska izgubila več kot polovico svojih vojakov.

## Posledice
Poraz pri Custozi je potisnil sardinske čete iz Lombardije in prisil Piemont v podpis mirovne pogodbe. Vojna se je nadaljevala 21. marca 1849, ko je Piemont (Sardinija) spet napovedal vojno. Že 23. marca pa so jih pri Novari hudo porazile avstrijske čete pod poveljstvom  Radetzkega. Piemont je bil zato prisiljen v podpis neugodne mirovne pogodbe. Zaradi izgubljene vojne se je sardinski kralj Karel Albert odpovedal prestolu v korist svojega sina, Viktorja Emmanuela, kasnejšega prvega kralja združene Italije. Do avgusta je Radetzky obnovil avstrijsko oblast v vseh italijanskih pokrajinah Avstrijskega cesarstva.